# USA's besættelse af Haiti 1915-1934
USA's besættelse af Haiti begyndte den 28. juli 1915 og sluttede den 1. august 1934.
Krigen fandt sted for at genoprette freden i Haiti, der havde en blodig politisk historie.
Op til besættelsen havde Haiti oplevet en periode med seks præsidenter på 4 år og konstante oprør.
Præsident Woodrow Wilson havde garanteret, at besættelsen ikke havde noget at gøre med de økonomiske forhold i fortiden eller fremtiden.
Modstanden mod besættelsen begyndte umiddelbart, efter at marineinfanteriet var kommet til Haiti i 1915. Oprørerne (kaldet "cacos" af de amerikanske marinesoldater) forsøgte at modstå amerikansk kontrol i Haiti. Som svar begyndte de haitianske og amerikanske regeringer en energisk kampagne for at opløse de oprørske hære.
Philippe Sudre Dartiguenave, formanden for senatet, blev præsident i Haiti, efter at flere andre kandidater havde afvist at stille op. I 1917 opløste præsident Dartiguenave parlamentet, efter at medlemmerne havde nægtet at godkende en forfatning dikteret af Franklin D. Roosevelt.
Senere i 1994 besatte USA igen Haiti, men opgav da igen besættelsen.